# Vlag van Eastermar

Vlag van Eastermar

De vlag van Eastermar is de dorpsvlag van het Nederlandse dorp Eastermar, in de Friese gemeente Tietjerksteradeel. De vlag werd in 1984 geregistreerd.
Bij gemeenteraadsbesluit van 22 november 1984 zijn een wapen en een vlag vastgesteld voor de 16 dorpen van de gemeente Tietjerksteradeel. Het ontwerp van de vlag is van de hand van Piet Bultsma.

## Beschrijving
De beschrijving van de vlag is als volgt:
Twee even hoge banen van blauw en geel, een hijsdriehoek tot het kruis, met een gele eikel erin.
De kleuren zijn afkomstig van het dorpswapen.

## Symboliek
- Eikel: verwijst naar de boomwallen met eiken rond het dorp die ook economisch belangrijk waren.[2]

## Zie ook

Wapen van Eastermar